# Coalición Cívica ARI
Coalición Cívica - Afirmación para una República Igualitaria (CC-ARI) es un partido político argentino creado en 2002. Su nombre original era Afirmación para una República Igualitaria (ARI), nombre que fue cambiado en octubre de 2009 al actual Coalición Cívica ARI. Fue fundado por Elisa Carrió y su primer secretario general fue Elsa Quiroz. Se conformó como una escisión de diferentes grupos políticos durante el gobierno de la Alianza y, desde entonces, ha tenido participación ininterrumpida en las elecciones argentinas. Actualmente es presidido por el diputado Maximiliano Ferraro y su portavoz en la Cámara de Diputados de la Nación es Juan Manuel López.
El mismo no debe ser confundido con el movimiento Argentinos por una República de Iguales (ARI), una alianza política creada en diciembre del año 2000 del cual se desprendió posteriormente como partido político. El cambio de nombre se produjo como consecuencia de la fusión de distintos partidos y sectores que por ese entonces conformaban la confederación Coalición Cívica.
El partido se presentó a elecciones presidenciales de 2003 con la candidatura de Elisa Carrió, obteniendo 14,05%. En las elecciones de 2007 obtuvo 23,05%, nuevamente con la candidatura de Carrió. En las elecciones de 2011 volvió a presentar a Carrió como candidata a presidenta obteniendo 1,82%.
En 2015 cofundó el frente Cambiemos, junto a la UCR y el PRO, que se presentó en las elecciones presidenciales de ese año y obtuvo la presidencia de la Nación con Mauricio Macri. En 2019 la alianza modificó su denominación por Juntos por el Cambio, misma denominación que lleva el interbloque en la Cámara de Diputados de la Nación y en el Senado de la Nación.
Actualmente integra las alianzas de gobierno en la Ciudad de Buenos Aires, y las provincias de Jujuy, Mendoza, y Corrientes.

## Historia

### Orígenes como Movimiento ARI

Emblema original del ARI (2000-2010).

En el año 2000, un grupo de políticos disidentes de la Alianza, coalición oficialista del entonces presidente Fernando de la Rúa, formó primero un bloque parlamentario disidente y luego, en diciembre, una alianza electoral llamada Argentinos por una República de Iguales (ARI) a los efectos de presentarse en la elección parlamentaria del año 2001.
El lanzamiento de la alianza se realizó en el Teatro Coliseo de la ciudad de Buenos Aires el 17 de marzo de 2001, con el nombre de Movimiento Argentinos por una República de Iguales de donde tomaría sus características siglas ARI. La Alianza Movimiento ARI presentó candidatos propios en las elecciones parlamentarias de octubre de 2001, obteniendo 8 diputados.[cita requerida] Poco después de las elecciones, el 25 de noviembre de 2001.

### Organización como partido político
En noviembre de 2002, la entonces diputada nacional Elisa Carrió lideró una línea interna de la Alianza ARI con el fin de crear un partido político, con las mismas iniciales, llamado Afirmación para una República Igualitaria. 

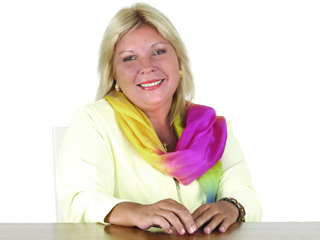
Elisa Carrió, fundadora del partido.

Los miembros de los partidos socialistas con Alfredo Bravo a la cabeza, no estaban de acuerdo con la creación de un partido ARI. Esta crisis interna se fue agravada a partir de la posición frente al aborto, llevó a una ruptura de la alianza Alternativa, cuando los partidos socialistas (PSP y PSD), presentaron un proyecto de despenalización del aborto en ciertas circunstancias, obra del diputado Rubén Giustiniani, al que se opusieron los sectores cercanos a Elisa Carrió y otro importante dirigente Mario Cafiero, las disidencias concluyeron con la división del bloque parlamentario (que había superado los 30 diputados nacionales) y con la alianza electoral. Por su parte los partidos Socialista Democrático, Socialista Popular y Socialista Auténtico iniciaron su propio proceso de unificación por fuera del ARI.
En marzo de 2003 se produjo una importante ruptura del ARI, al formarse el ARI Disidente, liderado por Mario Cafiero lo que representó el primer pero no último quiebre interno. El diputado Cafiero iba a ser candidato a Gobernador de la Provincia de Buenos Aires por el nuevo partido ARI, pero disidencias con Carrió en la conformación de las listas de diputados determinó su renuncia a la candidatura, y fue posteriormente reemplazado por el diputado Carlos Raimundi. Este quiebre ocurrió a poco de las elecciones ejecutivas de abril de ese mismo año.
En las elecciones presidenciales de 2003 el partido ARI llevó la fórmula Elisa Carrió-Gustavo Gutiérrez, obtuvo el 14,1% de los votos, quedando en quinta posición. En la elección ninguno de los candidatos había logrado la cantidad de votos necesarios para obtener la presidencia pero la renuncia de Menem a disputar la segunda vuelta, consagró la victoria de la fórmula Kirchner-Scioli. En ese entonces la propia Carrió manifestó que en una hipotética segunda vuelta, apoyaría al candidato Kirchner aunque con "reserva moral".

### El partido durante los gobiernos de los Kirchner
Poco después de las elecciones, se originó una crisis interna respecto de la actitud institucional que debería adoptar el partido frente al gobierno del entonces presidente Néstor Kirchner. Las diferencias llevaron a una fractura y al apartamiento de la diputada Graciela Ocaña, una de sus fundadoras y principales dirigentes del partido. Ocaña había liderado la propuesta para que el ARI apoyara formalmente la transversalidad que impulsó Kirchner. Ocaña en 2004 sería presentada como nueva interventora del PAMI durante la gestión de Kirchner. El partido mantuvo su lugar dentro de la oposición al Gobierno de Néstor Kirchner durante todo su mandato. 
En los años 2006 y 2007, Carrió optó por desafiliarse al partido ARI para conformar una confederación de partidos entre el ARI y Unión por Todos, y dirigentes independientes. En disidencia con la política de alianzas renunció Fernando Melillo, presidente del ARI en la Ciudad de Buenos Aires, principal distrito del partido.
La confederación se llamó Coalición Cívica que tendría su debut electoral en las elecciones presidenciales de 2007. La nueva alianza logró ganar las gobernaciones en las provincias de Santa Fe y Tierra del Fuego. En la provincia de Santa Fe, la gobernación fue en coalición con el Socialismo y el Radicalismo integrando el Frente Progresista, Cívico y Social. En la provincia de Tierra del Fuego la situación era distinta, la entonces diputada Fabiana Ríos se transformó en la primera gobernadora de la historia Argentina y además el primer gobierno del partido ARI. En 2007 a raíz de las candidaturas testimoniales la Coalición Cívica criticó su uso por parte de otros partidos, pero paralelamente incluyó en sus boletas varias candidaturas testimoniales en las listas del Acuerdo Cívico Social. Entre ellas, figura la del tercer candidato a diputado nacional por la provincia de Buenos Aires, el intendente de San Pedro, Mario Barbieri. En la misma situación estaban Damián Itoiz (diputado) y Malena Baro (senadora), en ese momento funcionarios de la Municipalidad de Junín.
Poco después se llevaron a cabo las elecciones presidenciales de 2007 donde la Coalición llevó la fórmula presidencial Elisa Carrió-Rubén Giustiniani, obteniendo el 23 % de los votos y perdiendo la presidencia en primera vuelta contra la entonces primera dama Cristina Fernández de Kirchner. Tras las elecciones, el ARI sufrió una importante fractura al separarse del mismo un sector que se autodenominó primero ARI Autónomo, liderado por el diputado y expresidente del bloque de diputados Eduardo Macaluse. Los disidentes cuestionaron lo que consideraron «un giro hacia la derecha del ARI» y que «la Coalición es parte de una política de vaciamiento del ARI». Poco después, el senador Samuel Cabanchik decidió romper con el bloque de la Coalición Cívica por el «excesivo personalismo» que le atribuyó a Carrió.
Durante el año 2008, la Coalición Cívica mantuvo una fuerte posición respecto del Conflicto del Campo y denuncias de corrupción a Presidencia de Cristina Fernández de Kirchner. Paralelamente varios de los integrantes de la coalición fueron denunciados por corrupción, entre ellos Alfonso Prat-Gay, Magdalena Odarda, Toty Flores, Martín Lousteau, Camilo Etchevarren y Mariana Zuvic.

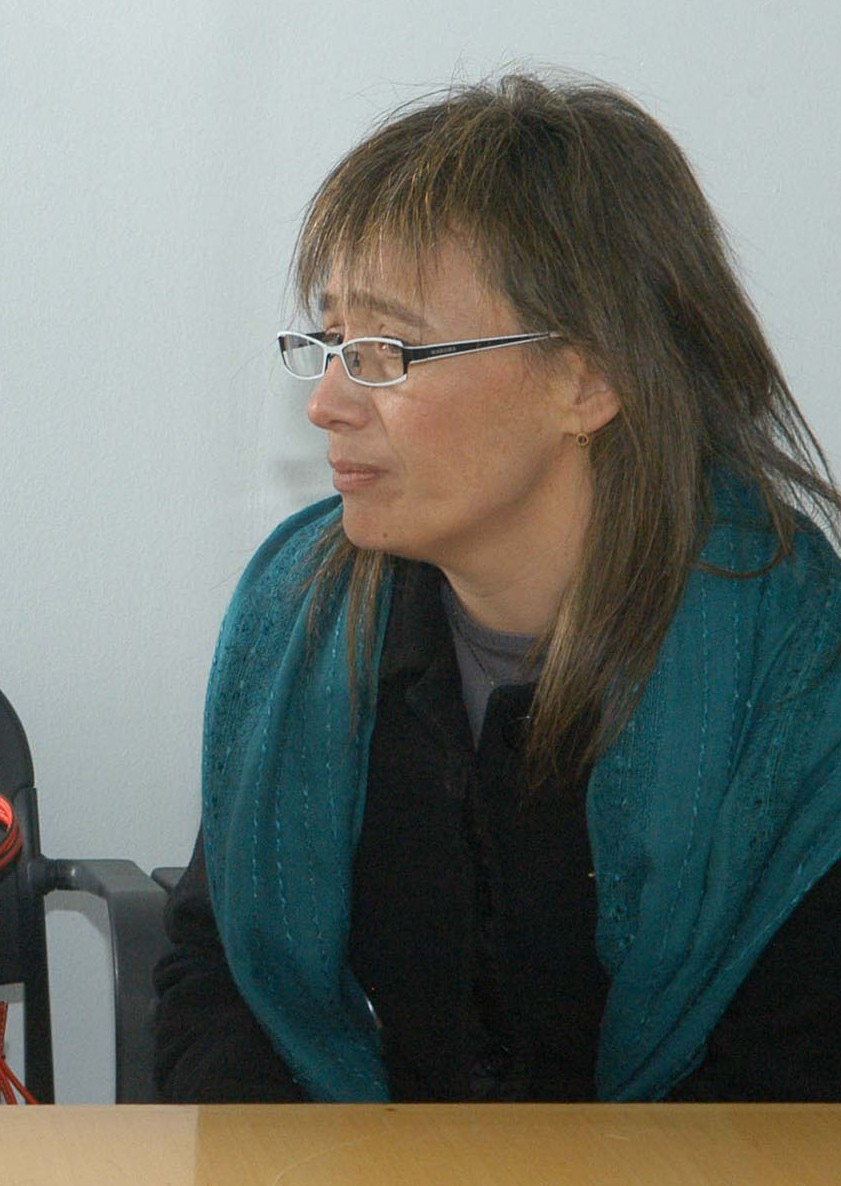
Fabiana Ríos, primera gobernadora electa por el ARI en 2007.

Carrió mantuvo acercamientos con otros sectores de la Unión Cívica Radical, mientras enfrentaba una rebelión interna dentro del ARI que condujo a la salida de la dirigente Margarita Stolbizer que había encabezado la candidatura a gobernadora por la Provincia de Buenos Aires en 2007 y a diputados nacionales en 2009 por la Coalición. En ese mismo acto, Carrió anunció que volvía a afiliarse al ahora partido Coalición Cívica ARI. A finales de año se presentó una alianza electoral conformada entre la Coalición Cívica, el Partido Socialista y la Unión Cívica Radical que se llamó Acuerdo Cívico y Social. Sin embargo el Acuerdo duró poco y el 2 de octubre de 2009 el Congreso Nacional del partido Afirmación para una República Igualitaria decidió cambiar el nombre oficial del partido por Coalición Cívica ARI convocando a la unificación de todos los dirigentes y partidos que conformaron la Confederación Coalición Cívica.[cita requerida]

“Esta fuerza política es la misma de siempre ampliada, que nació como movimiento aquí en 2000 junto al maestro Alfredo Bravo. Desde este lugar republicano, democrático, pero no cómplice, nosotros decimos que somos la garantía para millones de argentinos que quieren salir de la peor degradación democrática en 100 años”
 Elisa Carrió en el acto de lanzamiento de la renovada estructura partidaria 

En 2010, la gobernadora de Tierra del Fuego Fabiana Ríos decide desafiliarse de la Coalición Cívica y formar su propio partido, el Partido Social Patagónico, con el cual gobierna el último año de su gestión y logra en 2011 la reelección como Gobernadora.
En las elecciones primarias de agosto de 2011 el partido CCARI optó por ir en soledad y obtuvo un 3,24 % de los votos, y finalmente en las elecciones presidenciales de 2011 definitivas la fórmula encabezada por Elisa Carrió y el diputado Adrián Pérez obtuvo el 1,8 % de los votos quedando en el último lugar.
Tras la derrota de las elecciones presidenciales del año 2011, Carrió cede la presidencia del Bloque de Diputados Nacionales, a Alfonso Prat Gay y el partido elige a Adrián Pérez como presidente del Partido. La nueva conducción del partido pidió el rompimiento de la Coalición Cívica (confederación) que en 2011 todavía subsistía conformada con el partido con la diputada nacional Patricia Bullrich. En 2011, Eduardo macaluse abandonó el partido y criticó con extrema dureza a Elisa Carrió por haber sido funcionaria del Proceso de Reorganización Nacional, y la acusó de «guardar silencio» durante la dictadura cívico-militar, siendo señalada por el exdirector del diario La Razón como la persona que “le consiguió los hijos a Ernestina Herrera de Noble”.

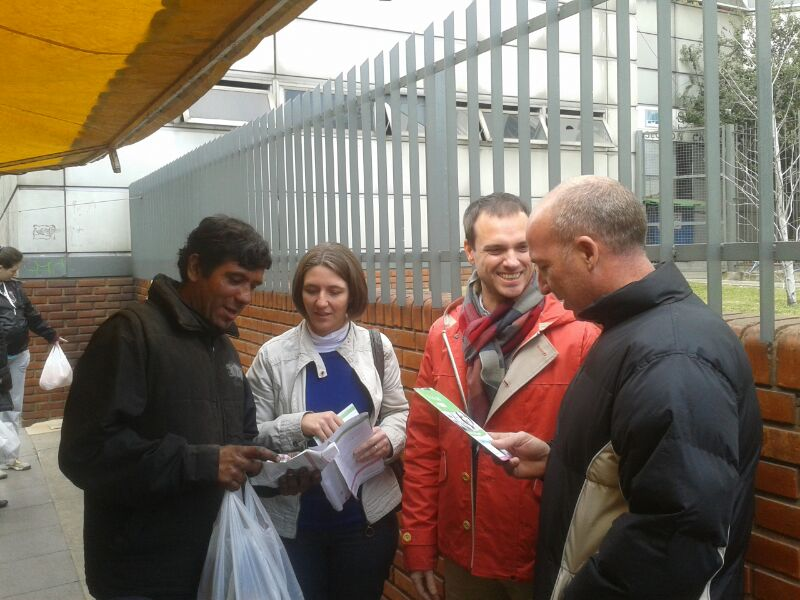
Fernanda Reyes candidata a senadora y Fernando Sánchez candidato a diputado por UNEN, campaña 2013.

A comienzos de 2012, el dirigente santafesino Pablo Javkin se transforma en presidente del partido, tras la solicitud de licencia de Pérez que se encontraba fuera del país. La nueva conducción del partido optó por replicar la política de alianzas que mantenía el partido en la provincia de Santa Fe con el Frente Progresista, Cívico y Social integrado por el Partido Demócrata Progresista, el Partido Socialista, y la Unión Cívica Radical. El diputado Prat Gay inicia conversaciones con dirigentes porteños de la UCR y del partido de izquierda Libres del Sur, mientras que la propia Carrió se acerca al diputado Fernando Pino Solanas de Proyecto Sur a través del ex ARI, Mario Cafiero. De este modo se conforma el Frente UNEN que terminaría debutando electoralmente en 2013.
En 2013, el excandidato a vicepresidente en 2011 e importante dirigente del partido, Adrián Pérez abandonó la agrupación para ser candidato a diputado en la provincia de Buenos Aires por el Frente Renovador por el que resultó elegido. Tras la victoria de Cambiemos en 2015, Pérez volvería a integrar el mismo frente que su partido de origen, siendo designado Secretario de Asuntos Electorales en el Ministerio del Interior.
En 2014, tras la performance electoral del Frente UNEN en Capital, los presidentes de los partidos UCR, Socialista, Socialista Auténtico, Proyecto Sur, Libres del Sur y la Coalición Cívica, inician el diálogo para conformar un frente nacional común de cara a las elecciones del 2015. Sin embargo, las disidencias respecto de la integración del PRO de Mauricio Macri al armado determinaron el quiebre del mismo antes de poder debutar electoralmente. Carrió impulsó junto al entonces senador Ernesto Sanz para que los Congresos Partidarios de la CCARI y la UCR, respectivamente, resolvieran conformar un frente electoral con el PRO. En diciembre de 2014, la Justicia electoral dictó dos embargos contra el partido totalizando aproximadamente 600.000 pesos por irregularidades en la campaña de 2009. La decisión fue adoptada unánimemente por los camaristas Rodolfo Emilio Munne, Santiago Corcuera y Alberto Dalla Vía. Según comprobó la justicia se cometieron varios delitos e irregularidades, los cargos implican $ 290.000 por las irregularidades en el manejo de propaganda, donde se evidenció que se han omitido gastos de propaganda y el origen de esos fondos que la solventaran. También se dictó un segundo embargo, 308.580 de pesos, ya que el balance de los gastos del partido para el año 2010, recibió más de 20 observaciones por parte de la Cámara, demostrando la "violación" del artículo 49 de la Ley de financiamiento de partidos políticos. Revelaron que este hecho llevó a Carrió a romper el Acuerdo Cívico y Social.
Posteriormente este frente entre el PRO, la UCR y la CC--ARI tomó el nombre de Cambiemos. El partido tuvo una lista propia en las internas del Cambiemos, llevando la fórmula Carrió-Flores y a los diputados Hernán Reyes en Ciudad de Buenos Aires, y Marcela Campagnoli en la Provincia de Buenos Aires. Sin embargo, en las primarias resultaron obteniendo poco más del 7 % de la interna y quedaron inhabilitadas para participar de las elecciones generales. El ganador de interna fue Mauricio Macri que logró el segundo lugar en las elecciones presidenciales de 2015 y ganar la segunda vuelta a presidente, consiguiendo además transformarse en la primera minoría en la Cámara de Diputados y la segunda minoría en el Senado de la Nación.

### El partido durante el gobierno de Mauricio Macri
Después de las elecciones de 2015, la Coalición no integró ningún ministerio en el armado del gabinete de Macri aunque algunos antiguos dirigentes del partido sí lo hicieron como es el caso de Alfonso Prat Gay en la cartera de Hacienda hasta diciembre del 2016, Adrián Pérez en la cartera de la Secretaría de Asuntos Políticos del Ministerio del Interior, Patricia Bullrich en la cartera de Seguridad y empresarios cercanos a Carrió como es el caso de Juan José Aranguren al frente de la cartera de Energía.
A pesar de esto, algunos dirigentes de la Coalición tuvieron participación directa en la coalición de gobierno Cambiemos, como fue el caso de la exdiputada Fernanda Reyes que integró ACUMAR, el diputado Fernando Sánchez que integró la mesa política del Frente, la propia Carrió que presidió la Comisión de Relaciones Exteriores del Congreso de la Nación y la dirigente de la provincia de Santa Cruz, Mariana Zuvic que presidió el bloque de diputados del Parlamento del Mercosur.

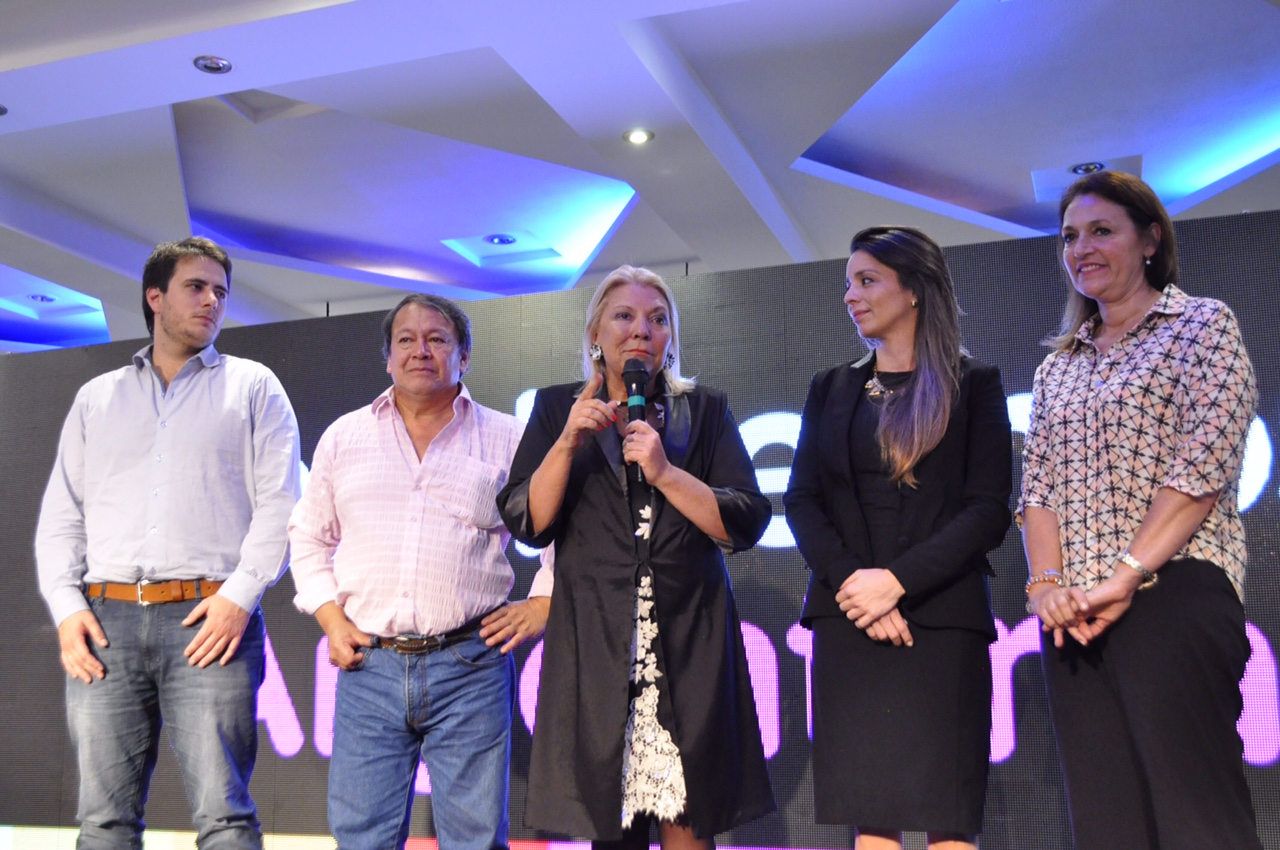
Los candidatos Hernán Reyes, Héctor Flores, Elisa Carrió, Mariana Zuvic, y Marcela Campagnoli

La Coalición mantuvo una posición política de oficialismo a pesar de algunas posiciones discrepantes con la política del Poder Ejecutivo Nacional. El partido y la propia Carrió se diferenciaron en la aceptación del nombramiento de Ricardo Echegaray al frente de la Auditoría General de la Nación, situación en la que finalmente la justicia terminó imponiendo su desplazamiento. También se manifestó en contra del aumento no progresivo de las tarifas de gas y electricidad lo que Carrió calificó como «un ajuste brutal». La designación de Silvia Majdalani y Gustavo Arribas al frente de la AFI, incluso los diputados del partido presentaron un proyecto de Ley para la desintegración de la AFI.
En el debate respecto de la designación en comisión de los jueces de la Corte Suprema de Justicia de la Nación, la Coalición a través de sus diputados presentó un proyecto para la modificación de la reglamentación que había utilizado el presidente Macri para argumentar la designación de los jueces.
También acompañó públicamente a Mauricio Macri en la explicación durante la polémica por su participación en los Panama Papers.
En 2016 a raíz de la detención del yerno de Toty Flores candidato a vicepresidente de la fórmula de la CC-ARI por estar vinculado a una red de narcotráfico la justicia nacional electoral a cargo de Servini de Cubria comenzó a investigar los aportes del narcotráfico a la campaña electoral de la Coalición Cívica de 2015, siendo uno de los principales financistas de la misma. Actualmente la justicia a cargo de Servini de Cubría investiga los aportes de su yerno detenido por narcotráfico a la campaña de 2015, siendo uno de los principales financistas de la misma.  Herrera contaba con antecedentes penales relacionados con las drogas y que estuvo preso en tres ocasiones. Herrera, lejos de ser un desconocido para Carrió, compartió con ella y Toty Flores el seminario "Principios y Valores para una Nueva Humanidad".
El partido y sus dirigentes, se vio implicado en el escándalo de aportes truchos a la campaña. En julio de 2018, a partir de una investigación del periodista Juan Amorín de El Destape, Días más tarde la fundación La Alameda amplió la denuncia ante el juez Sebastián Casanello por lavado de dinero también se observó en la última lista que encabezó Elisa Carrió la cual también estaría involucrada. El portal periodístico Destape accedió a un documento que probaba la maniobra de triangulación del dinero a través de empelados públicos que montó el gobierno de Horacio Rodríguez Larreta para sacar dinero del Estado porteño para llevarlo a la campaña de Carrió en las últimas elecciones, a través de la resolución N°91, el Gobierno porteño decidió asignarle unidades retributivas, es decir, un complemento extra salarial que se entrega en forma excepcional, a unos 22 empleados estatales en distintas áreas.Los montos de las unidades retributivas a entregar oscilaron entre los $10 000 y los $120.000. Pero apenas tres meses después, según la Cámara Nacional Electoral, tuvieron el solidario acto de donar el dinero a la campaña de Elisa Carrió. Todos el mismo día, el mismo monto y de la misma forma: $25.000 en efectivo, sumando así $300.000.
Semanas después empleados públicos porteños "manifestaron ser víctimas del delito de sustracción de identidad", se presentaron nuevos casos de personas que negaron haber realizado aportes financieros: desde consejeros escolares y jubilados hasta concejales. Las víctimas manifiestan temor ante una posible pérdida de la fuente laboral si sus nombres son puestos a conocimiento de la opinión pública"ntre los organismos del Estado a los que pertenecen los aportantes se encuentran empleados de la Agencia Federal de Ingresos Públicos (AFIP), miembros de las fuerzas de seguridad, empleados de la Ciudad de Buenos Airesq. Empleados del Gobierno de la Ciudad de Buenos Aires, "manifestaron ser víctimas del delito de sustracción de identidad" ya que figuran como aportantes privados para la campaña electoral de 2015, "pero también para la alianza “Cambiemos Buenos Aires” del año 2017 y de la alianza política “Vamos Juntos” también en 2017, y que llevó como candidatos a las actuales Diputadas Elisa Carrió y María del Carmen Polledo". los empleados manifestaron "conocer un mecanismo implementado reiteradas veces en el tiempo" para introducir dinero ilegal y/o de las arcas públicas para financiar diferentes campañas electorales de Carrió. En ese mecanismo, según la denuncia, se introducían además "falsamente los datos de los empleados del Gobierno de la Ciudad, y los funcionarios responsables de las distintas áreas ministeriales figuran como aportantes".
Con posterioridad Fernanda Reyes pasó a la Dirección General de Proyectos de Niñez, Adolescencia y Juventud de ANSES y el exdiputado Fernando Sánchez se incorporó a la Jefatura de Gabinete de Ministros como Secretario de Fortalecimiento Institucional. La Coalición Cívica ARI se mantuvo dentro de Cambiemos y apoyando la presidencia de Mauricio Macri hasta el final de su mandato. En la actualidad integran el espacio político de Juntos por el Cambio y el interloque parlamentario que lleva el mismo nombre.

### El partido durante el gobierno de Alberto Fernández
Los referentes de la Coalición Cívica, Maximiliano Ferraro y Mónica Frade cuestionaron la cuarentena dispuesta por el Gobierno Nacional de Alberto Fernández. En la Provincia integraron una lista única de Juntos por Formosa Libre y Estamos con Vos. De destacaron informes periodísticos entre ellos se destacó la denuncia de "ñoquis en la legislatura", según la cual el legislador de la Coalición Cívica, José María Zingoni, se quedaría con parte del sueldo que había cobrado un empleado de la Cámara Alta bonaerense que le respondían, al mismo tiempo que se quedaba con tarjetas de planes.
Asimismo, durante la cuarentena, el diputado Rubén Manzi de Catamarca presentó dos informes de violencia institucional en las provincias de NOA, particularmente en la Provincia de Santiago del Estero, Tucumán, Salta, La Rioja y Catamarca. Dichas investigaciones constan de, al menos, 245 casos de graves violaciones a los Derechos Humanos y hasta la muerte de diferentes funcionarios de gobierno de cada uno de los estratos estatales provinciales y municipales. Las presentaciones contaron con la participación del presidente del partido Maximiliano Ferraro.

## Representación legislativa

### Congreso de la Nación

#### En la Cámara de Senadores de la Nación
La última representación que tuvo el partido Coalición Cívica ARI en el Senado de la Nación fue hasta el año 2018. Se trató de la senadora por la provincia de Río Negro, Magdalena Odarda con período entre 2013 y 2018, quien abandonó el bloque en ese año.
La Coalición a su vez integró el interbloque de senadores nacionales de Cambiemos junto con los bloques de la Unión Cívica Radical, Unión PRO, y el Frente Cívico y Social de Catamarca. En total el interbloque suma 33 senadores en la actualidad, siendo la segunda minoría. El interbloque es presidido por el radical Luis Petcoff Naidenoff.
Otros senadores que fueron parte del bloque del ARI / Coalición Cívica en el Senado de la Nación fueron: María Eugenia Estenssoro (2007-2013) por la Ciudad de Buenos Aires, Samuel Cabanchik (2007-2013) por la Ciudad de Buenos Aires, José Carlos Martínez (2007-2011) por la provincia de Tierra del Fuego, y María Rosa Diez (2007-2013) por la provincia de Tierra del Fuego.

#### En la Cámara de Diputados de la Nación
En la actualidad el bloque en la Cámara de Diputados de la Nación está integrado por once diputados nacionales y está presidido por el diputado Juan Manuel López.
El bloque de diputados nacionales integra el interbloque Juntos por el Cambio integrado por los bloques de Propuesta Republicana, la Unión Cívica Radical, Evolución Radical, Encuentro Federal, Producción y Trabajo, Republicanos Unidos, Avanzar San Luis, Ahora Patria y Creo. En total el interbloque cuenta con 116 bancas, siendo la segunda minoría.
El Bloque de la Coalición Cívica ARI está representado por 8 mujeres en sus 11 integrantes, lo que corresponde a un 72% de miembras mujeres. Este porcentaje es más alto de los bloques que tienen más de dos miembros.
| Bloque Coalición Cívica Presidente: Juan Manuel López | Bloque Coalición Cívica Presidente: Juan Manuel López | Bloque Coalición Cívica Presidente: Juan Manuel López | Bloque Coalición Cívica Presidente: Juan Manuel López | Bloque Coalición Cívica Presidente: Juan Manuel López |
| Retrato                                               | Nombre                                                | Provincia                                             | Mandato                                               | Mandato                                               |
| Retrato                                               | Nombre                                                | Provincia                                             | Inicio                                                | Fin                                                   |
| ----------------------------------------------------- | ----------------------------------------------------- | ----------------------------------------------------- | ----------------------------------------------------- | ----------------------------------------------------- |
|                                                       | Victoria Borrego                                      | Buenos Aires                                          | 2021                                                  | 2025                                                  |
|                                                       | Marcela Campagnoli                                    | Buenos Aires                                          | 2021                                                  | 2025                                                  |
|                                                       | Juan Manuel López                                     | Buenos Aires                                          | 2021                                                  | 2025                                                  |
|                                                       | Mónica Edith Frade                                    | Buenos Aires                                          | 2023                                                  | 2027                                                  |
|                                                       | Paula Oliveto Lago                                    | Ciudad de Buenos Aires                                | 2021                                                  | 2025                                                  |
|                                                       | Maximiliano Ferraro                                   | Ciudad de Buenos Aires                                | 2023                                                  | 2027                                                  |

La Coalición Cívica ARI ha tenido participación legislativa ininterrumpida desde el año 2001 cuando se conformó el bloque de diputados que originalmente se llamó Argentinos para una República de Iguales (ARI) y desde el año 2007 cambió su denominación a Coalición Cívica, tras una ruputura del bloque de diputados nacionales del ARI. Con posterioridad a las elecciones del 2009, y durante el período legislativo del 2010, la Coalición Cívica fue integrante del denominado "grupo A" que constituyó una articulación política de la mayoría de diputados que integraban la oposición al gobierno de Cristina Fernández de Kircher. Asimismo, desde el año 2015 ha integrado el interbloque de Cambiemos, luego denominado, Juntos por el Cambio.
Durante el período en que la Coalición Cívica participa de la Cámara de Diputados de la Nación se sancionó la destitución por juicio político al juez Moline O´Connor (2003) en que se inició el proceso de destitución a uno de los jueces de la Corte Suprema de Justicia de la Nación en donde se votó positivo y con posterioridad el Destitución por juicio político al juez Antonio Boggiano. La destitución de O´Connor y Boggiano fue parte de un proceso de renovación de la Corte Suprema, cuestionada por sus vínculos con el gobierno menemista y el mal desempeño de algunos de sus miembros e incluyó las renuncias de los jeuces Nazareno, Belluscio, López y Vázquez. Para todos ellos la diputada Carrió había presentado expedientes para iniciar sus correspondientes destituciones por juicio político.
Muchos parlamentarios argentinos denunciaron que no se les pagaba sus viáticos. Sin los aportes, los diputados argentinos del Parlasur quedan atados a "las posibilidades monetarias de cada uno", Según Jorge Vanossi, diputado del Parlasur del Frente Renovador, el Gobierno argentino está obligado por la Ley de Presupuesto 2016 a brindar las partidas correspondientes para los gastos de los parlamentarios. Tras judicializarse la polémica la Cámara Nacional Electoral y la Justicia ordenó contemplar en la discusión parlamentaria del Presupuesto 2017 una partida que permita el pago de las dietas de los 43 diputados del Parlasur, por montos similares a las percibidas por diputados y senadores nacionales. la justicia determinó que: "los parlamentarios del Mercosur en representación de la ciudadanía argentina, serán asimilados en el derecho interno a los diputados nacionales” y que "la función de los representantes argentinos en el Parlamento del Mercosur “no puede ser de carácter gratuito”. “el Estado Argentino   [...]   está obligado respecto del organismo internacional, [...]-

Durante el Gobierno de Cristina Kirchner, se iniciaron el proceso de estatización de las AFJP (2008) en el que el bloque votó en contra. La estatización de las AFIJ recibió un apoyo de buena parte del parlamento argentino obteniendo 162 votos afirmativos y tan solamente 75 en contra aportados por la C.C el PRO y la UCR. Con posterioridad, en el año 2016, y durante la gestión de Cambiemos, se sancionó la Pensión Universal para Adultos Mayores por la que el bloque votó a favor. que era autoría de la diputada Reyes del bloque. Durante el debate de la Ley de Movilidad Jubilatoria del 2017 se incorporó el 82% móvil para la jubilación mínima en igual sentido que la ley vetada del 2010.
En igual sentido, se sancionó la estatización de Aerolineas Argentinas (2008) en la que el bloque votó en contra, la estatización de YPF (2012) en la que el bloque votó en contra y la estatización de la empresa Ciccone (2012) en la que también votaron en contra. La posición respecto de la estatización de YPF es consecuencia de una denuncia presentada en el año 2006 respecto del vaciamiento de la empresa a partir de la adquisición de parte del capital social a pagar con la distribución de utilidades por parte de la familia Eskenazi y que, en su denuncia, se involucra al exministro de planificación federal Julio De Vido. La ley de expropiación de YPF tuvo tan solamente 32 votos negativos.
Durante la vigencia del acuerdo parlamentario conocido como el grupo A en 2010, la Cámara de Diputados sancionó diferentes leyes. Se logró media sanción a una Modificación del Consejo de la Magistratura que recuperaba la esencia de la Ley de Elisa Carrió del 2001 y luego reformada en 2006. En 2006, el bloque había votado negativo a dicha modificación promovida por la senadora Cristina Kirchner y que en 2021 sería declarada inconstitucional por la Corte Suprema de Justicia de la Nación. En aquella oportunidad el bloque de la Coalición votó a favor. Sin embargo, la media sanción luego no tuvo aprobación en el Senado de la Nación.
En la misma línea que la modificación al Consejo de la Magistratura, el grupo A promovió una modificación de la Ley de Tratamiento Legislativo de los Decretos de Necesidad y Urgencia en la que el bloque de la Coalición Cívica votó a favor. Nuevamente esta ley no logró ser aporbada en el Senado de la Nación con mayoría del kirchnerismo.

También promovida por la Coalición Cívica y vetada por la expresidente, se sancionó la Ley de Glaciares, con autoría original de la diputada Maffei y promovida en el recinto por la diputada Reyes y el diputado Bonasso. La ley contó con el apoyo del bloque de la Coalición y fue aprobada tanto en la Cámara de Diputados como en el Senado de la Nación. Luego fue vetada por Cristina Kirchner y fue presentado un nuevo proyecto encabezado por el senador Filmus que redujo algunas previsiones establecidas en la norma de protección de los glaciares y las áreas periglaciares en todo el país. Con posterioridad la provincia de San Juan realizó diferentes acciones judiciales tendientes a impedir la implementación del registro de glaciares.
También durante el gobierno de Cristina Kirchner se sancionaron tres leyes de gran impacto público y que no fueron votadas por el bloque de la Coalición Cívica. La sanción de la Ley de Medios (2009), en esa oportunidad la estrategia de la oposición fue ausentarse por no haberse cumplido los plazos y procredimientos parlamentarios. Y por otro lado, la ley de reforma de la justicia (2013) consistente principalmente en una modificación de la conformación del Consejo de la Magistratura con elección popular de sus integrantes, en la que el bloque optó por votar en contra. Y finalmente, la ley del Pacto con Irán (2013) para otorgar una solución consensuada por los hechos que llevaron al atentado a la AMIA, en esa oportunidad también el bloque votó en contra.
Asimismo, durante el gobierno de Mauricio Macri se sancionaron tres leyes de gran impacto social. La Ley de Defensa de la Competencia (2018) que fuera promovida por la propia Elisa Carrió y el diputado Mario Negri, en esa oportunidad la Coalición Cívica votó a favor. La ley suponía una derogación de la Ley de 1999 y reformada en 2014, y la sanción de una nueva ley que retomaba la creación de un tribunal administrativo independiente que es la Autoridad Nacional de la Competencia, aún no creada por el Poder Ejecutivo. 
Por otro lado, la Ley de Góndolas (2019) que fuera producto de una ley de Elisa Carrió y otra de Sergio Massa con diferencias sustanciales, inicialmente el bloque de la Coalición firmó un dictamen propio con diputados de Cambiemos (OD 137-1085) en que se establecía un régimen sin porcentajes de participación en góndolas y se utilizaba un sistema de promoción de la competencia y un código de buenas prácticas comerciales para las grandes cadenas de supermercados. Finalmente, la ley fue debatida en base al proyecto de Massa que resultó el dictamen de mayoría. En esa opotunidad el bloque de la Coalición Cívica votó a favor en general y se diferenció votando en contra en los artículos donde se realizaba una delegación de facultades o se imponían cargas excesivas.
Del mismo modo, la Ley de Alquileres (2019) fue sancionada con el voto negativo solamente del Frente de Izquierda. El bloque de la Coalición Cívica votó a favor en general pero se abstuvo en los artículos 13 y 14 que son los artículos que establecen la obligación de ciertas garantías y la actualización anual del canon locativo por una variación de inflación y salarios. Durante la campaña del 2021, una de las propuestas de Juntos por el Cambio fue la derogación de la ley sancionada en el 2019. La Ley de extinción del dominio (2016) que fuera presentada por la diputada Carrió e integrado a otras iniciativas legislativas como la del diputado Massa. Y la creación del Régimen de Promoción de la Economía del Conocimiento (2019) que luego sería modificada durante la presidencia de Alberto Fernández.
En el año 2010 se sancionó la Ley de Matrimonio Igualitario que dispuso una equivalencia entre el matrimonio entre personas del diferente sexo que las personas del mismo sexo. En aquella oportunidad el bloque estableció libertad de conciencia, con una mayoría de los diputados nacionales que acompañaron la ley. Votaron a favor los diputados Reyes, Vega, Re, Quiroz, Piemonte, Morán, Gil Lozano, García, Comi, Carca, Baldata y Flores, en contra votó la diputada Terada y se abstuvieron Pray Gay y Carrió.
En el 2018 se trató por primera vez la Ley de interrupción voluntaria del embarazo, en aquella oportunidad el bloque también dispuso libertad de conciencia y los diputados Campagnoli, Campos, Carrió, Flores, Lehmann, Martínez Villada, Oliveto Lago, Terada y Vera votaron en contra, mientras que el diputado López votó a favor. En 2020, volvió a discutirse la Ley y terminó siendo sancionada, en aquella oportunidad con el voto negativo de los diputados Campagnoli, Campos, Castets, Flores, Lehmann, Manzi, Martínez Villada, Oliveto Lago y Terada, la abstención de la diputada Zuvic y el voto afirmativo de los diputados Ferraro, López, Stilman y Frade
| Año  | Bloque               | Interbloque             | Bancas bloque | Posición    | Presidente del bloque | Presidencia de la Nación       | Listado de diputados |
| ---- | -------------------- | ----------------------- | ------------- | ----------- | --------------------- | ------------------------------ | --- |
| 2001 | ARI                  | No tiene                | 16/257        | Oposición   | Eduardo Macaluse      | Fernando de la Rúa             | Ver listaSergio Ariel Basteiro Marcela Bordenave Alfredo Bravo Mario Cafiero Elisa Carrió Oscar Roberto González Alicia Gutiérrez Eduardo Macaluse Laura Musa Graciela Ocaña Alberto Piccinini Héctor Polino Elsa Quiroz Jorge Rivas Marcela Virginia Rodríguez Rafael Roma |
| 2003 | ARI                  | No tiene                | 11/257        | Oposición   | Eduardo Macaluse      | Eduardo Duhalde                | Ver listaMaría Fabiana Ríos María América González Adrián Pérez Eduardo Macaluse Laura Musa Graciela Ocaña Alberto Piccinini Fabián De Nuccio Elsa Quiroz Susana García Marcela Virginia Rodríguez Marta Maffei |
| 2005 | ARI                  | No tiene                | 13/257        | Oposición   | Eduardo Macaluse      | Néstor Kirchner                | Ver listaMaría Fabiana Ríos Elisa Carrió Adrián Pérez Eduardo Macaluse Carlos Raimundi Leonardo Gorbacz Emilio García Méndez Delia Bisutti Elsa Quiroz Susana García Marcela Virginia Rodríguez Marta Maffei |
| 2007 | ARI                  | Coalición Cívica        | 18/257        | Oposición   | Adrián Pérez          | Cristina Fernández de Kirchner | Ver listaPatricia Bullrich Adrián Pérez Elisa Carca Horacio Alcuaz Griselda Baldata Fernando Iglesias Juan Carlos Moran Elsa Quiroz Susana García Marcela Virginia Rodríguez Fabián Peralta María Fernanda Reyes Héctor Flores María Virginia Linares Fernando Sánchez Francisco Ferro Juan Carlos Vega                                                                               |
| 2009 | Coalición Cívica ARI | Acuerdo Cívico y Social | 22/257        | Oposición   | Elisa Carrió          | Cristina Fernández de Kirchner | Ver listaPatricia Bullrich Elisa Carrió Adrián Pérez Elisa Carca Horacio Alcuaz Griselda Baldata Fernando Iglesias Juan Carlos Moran Elsa Quiroz Susana García Marcela Virginia Rodríguez Carlos Comi María Fernanda Reyes Héctor Flores María Virginia Linares Fernando Sánchez Alfonso Prat Gay Juan Carlos Vega Fernanda Gil Lozano Héctor Horacio Piemonte Hilma Re Alicia Terada |
| 2011 | Coalición Cívica ARI | No tiene                | 6/257         | Oposición   | Alfonso Prat Gay      | Cristina Fernández de Kirchner | Ver listaElisa Carrió Carlos Comi Alfonso Prat Gay Héctor Horacio Piemonte Hilma Re Alicia Terada |
| 2013 | Coalición Cívica ARI | Coalición Sur           | 3/257         | Oposición   | Elisa Carrió          | Cristina Fernández de Kirchner | Ver listaElisa Carrió Fernando Sánchez Pablo Javkin Alcira Argumedo |
| 2015 | Coalición Cívica ARI | Cambiemos               | 5/257         | Oficialismo | Elisa Carrió          | Mauricio Macri                 | Ver listaElisa Carrió Fernando Sánchez Alicia Terada Leonor Martínez Villada |
| 2017 | Coalición Cívica ARI | Cambiemos               | 10/257        | Oficialismo | Elisa Carrió          | Mauricio Macri                 | Ver listaElisa Carrió Alicia Terada Leonor Martínez Villada Marcela Campagnoli Javier Campos Héctor Flores Lucila Lehmann Juan Manuel López Paula Oliveto Lago Orieta Vera |
| 2019 | Coalición Cívica ARI | Juntos por el Cambio    | 14/257        | Oposición   | Maximiliano Ferraro   | Alberto Fernández              | Ver listaLaura Castets Mariana Stilman Alicia Terada Leonor Martínez Villada Marcela Campagnoli Javier Campos Héctor Flores Lucila Lehmann Juan Manuel López Paula Oliveto Lago Maximiliano Ferraro Mariana Zuvic Mónica Frade Rubén Manzi |
| 2021 | Coalición Cívica ARI | Juntos por el Cambio    | 11/257        | Oposición   | Juan Manuel López     | Alberto Fernández              | Ver listaLaura Castets Mariana Stilman Leonor Martínez Villada Marcela Campagnoli Victoria Borrego Juan Manuel López Paula Oliveto Lago Maximiliano Ferraro Mariana Zuvic Mónica Frade Rubén Manzi |
| 2023 | Coalición Cívica ARI | No confirmado           | 6/257         | Oposición   | Juan Manuel López     | Javier Milei                   | Ver listaMaximiliano Ferraro Marcela Campagnoli Victoria Borrego Juan Manuel López Paula Oliveto Lago Mónica Frade |

### Parlamento del Mercosur (Parlasur)
Actualmente la Coalición Cívica ARI tiene un diputado del Parlasur electo por el distrito nacional, Armando Abuzza en reemplazo de Mariana Zuvic nacida en la provincia de Santa Cruz. La diputada presidía el bloque de Cambiemos en el Parlasur, integrado actualmente por 12 diputados.

### Provincias
El partido Coalición Cívica ARI cuenta con representación legislativa en las legislaturas provinciales de la Provincia de Buenos Aires, Provincia de Córdoba, Provincia de Santa Fe y en la Ciudad Autónoma de Buenos Aires. Asimismo, cuenta con 15 miembros de las Juntas de las Comunas de la Ciudad Autónoma de Buenos Aires, y concejales en 34 municipios de todo el país.
Actualmente la Coalición integra coalición parlamentaria de gobierno en la Ciudad de Buenos Aires, integrando el interbloque de Juntos por el Cambio.

## Gobiernos
En las elecciones del año 2007, tanto en Santa Fe como en Tierra del Fuego la Coalición Cívica ARI formó parte de los frentes electorales que ganaron las provincias. En la actualidad e integra Juntos por el Cambio que gobierna la Ciudad de Buenos Aires y conforma los frentes que gobiernan en las provincias de Mendoza, Corrientes y Jujuy.

### Tierra del Fuego (2007-2010)
Además, el partido logró su primera gobernación, la de Tierra del Fuego, de la mano de la diputada nacional Fabiana Ríos.
La fórmula de gobernación era Ríos-Carlos Basanetti. El ARI llegó una segunda vuelta tras haber sacado un 32,64% de los votos, quedando segundo detrás del Frente para la Victoria. La segunda vuelta se realizó el 24 de junio de 2007. En el año 2010, la gobernadora Ríos abandonó la Coalición Cívica ARI y conformó su propia organización política con la que obtuvo la reelección en 2011.
| Candidato                     | Partido/Alianza         | Votos  | %      |
| ----------------------------- | ----------------------- | ------ | ------ |
| Fabiana Ríos Carlos Basanetti | ARI                     | 31.539 | 52,51% |
| Hugo Cóccaro Rosana Bertone   | Frente para la Victoria | 28.528 | 47,49% |

### Santa Fe (2007 - 2019)
A nivel provincial, la Coalición Cívica ARI formó parte del Frente Progresista Cívico y Social junto al Partido Socialista, la Unión Cívica Radical y el Partido Demócrata Progresista. En las elecciones provinciales de Santa Fe de 2007, el FPCyS llevó como candidato al entonces intendente de la ciudad de Rosario, Hermes Binner como gobernador. La victoria de Binner que llevaba como candidato a vicepresidente a Rubén Giustiniani. Después de la gestión de Binner, lo sucedió Antonio Bonfatti quien gobernó con la misma conformación del Frente Progresista, Cívico y Social entre 2011 y 2015. El Frente gobernó en Santa Fe con Miguel Lifschitz como Gobernador hasta 2019. 
En la actualidad, la Coalición Cívica ARI de la Provincia integra la alianza de Juntos por el Cambio.

### Cambiemos (2015-2019)
Tras las elecciones del 2015, los candidatos de la Coalición Cívica ARI quedaron inhabilitados por perder la primaria dentro del Frente Cambiemos, al obtener poco más del 7% de votos de la interna. El candidato del frente, Macri, logró imponerse en segunda vuelta ante el candidato oficialista y entonces gobernador de la Provincia de Buenos Aires, Daniel Scioli.
Durante la presidencia de Mauricio Macri, el partido integró la alianza de gobierno Cambiemos siendo parte de los interbloques parlamentarios en la Cámara de Diputados de la Nación, en el Senado de la Nación, y en el Parlamento del Mercosur. Se destaca la participación de algunos dirigentes en algunos cargos de la gestión como fue el caso de Fernanda Reyes en ACUMAR y de Mariana Stilman al frente de la querella del Estado por el caso AMIA.
En el mismo sentido de la alianza, la Coalición Cívica integra formalmente los gobiernos provinciales de la Ciudad Autónoma de Buenos Aires, Mendoza, Corrientes y Jujuy. Así como, durante la gestión de Cambiemos, el gobierno de la Provincia de Buenos Aires.

## Organización partidaria
La Carta Orgánica del partido Coalición Cívica ARI establece elecciones internas cada dos años, a través de las cuales se elige la conformación de su órgano máximo, el Congreso Federal de la Coalición Cívica ARI, que en su censo elige la Mesa Ejecutiva Nacional de la Coalición Cívica ARI, órgano ejecutivo del partido. La Mesa Ejecutiva es conformada por diez miembros y se le suman los presidentes de los bloques legislativos tanto provinciales como nacionales.

### Mesa Ejecutiva Nacional
El actual secretario general del partido es Maximiliano Ferraro.
1. Hernán Reyes (Ciudad de Buenos Aires)
2. Lucila Lehmann (Santa Fe)
3. Mariana Zuvic (Santa Cruz) -Vicepresidente-
4. Marcela Campagnoli (Buenos Aires)
5. Gregorio Hernández Maqueda (Córdoba)
6. Andrés De Leo (Buenos Aires)
7. Elisa Carca (Buenos Aires)
8. Alicia Terada (Chaco)
9. Rubén Manzi (Catamarca)

Adicionalmente, el María Fernanda Reyes está a cargo del Foro de Legisladores, Agustín Bertuzzi a cargo del área territorial y Romina Braga a cargo de formación partidaria.

### Congreso Federal
El Congreso Federal es el órgano de máxima autoridad del partido Coalición Cívica ARI y es el que designa la integración de la Mesa Ejecutiva Nacional. El Congreso es integrado por un criterio mixto teniéndose en cuenta tanto la cantidad de votos obtenidos en el distrito como la obtenida en la última elección de diputados nacionales, el porcentaje obtenido y un criterio federal. Al mismo tiempo, existe una diferencia en los umbrales si el partido participó en soledad o en alianza en la elección. El mandato de los congresales es de dos años.
Todos los distritos con personería jurídica tienen una representación federal de 2 congresales. A estos se le suma la integración, que significa un congresal por cada 25.000 votos en el distrito. A estos se añade un congresal por cada 5 puntos obtenido si el partido fue en soledad, y uno por cada 7 puntos obtenidos si el partido fue en alianza.

#### Mesa del Congreso Federal
La actual presidente del Congreso Federal del partido es Maricel Etchecoin Moro.
1. Hugo Calvano (Corrientes -Vicepresidente 1°-)
2. Marcela Villa (Córdoba) -Vicepresidente 2°-
3. Hugo Bentivenga (Ciudad de Buenos Aires)
4. Marcelo Pafundi (Ciudad de Buenos Aires)
5. Carolina Tironi (Buenos Aires)
6. Dianco Chiacchiarini (Río Negro)

#### Conformación del Congreso Federal
La conformación del Congreso Federal para el período 2016-2018 sería la siguiente:
| Provincia                 | Votos     | Porcentaje | Federal | Cantidad de Congresales |
| ------------------------- | --------- | ---------- | ------- | ----------------------- |
| Ciudad de Buenos Aires    | 895.391   | 45,80%     | Sí      | 45                      |
| Provincia de Buenos Aires | 3.037.552 | 33,75%     | Sí      | 129                     |
| Provincia de Santa Fe     | 208.242   | 11,00%     | Sí      | 12                      |
| Provincia de Córdoba      | 1.061.135 | 49,83%     | Sí      | 53                      |
| Provincia de Corrientes   | 183.856   | 32,69%     | Sí      | 14                      |
| Provincia de Catamarca    | 77.507    | 40,20%     | Sí      | 11                      |
| Provincia de Río Negro    | no        | no         | Sí      | 2                       |
| Provincia de Mendoza      | 434.058   | 41,22%     | Sí      | 25                      |
| Provincia de Santa Cruz   | 75.019    | 49,19%     | Sí      | 13                      |
| Provincia de Chaco        | 179.386   | 28,11%     | Sí      | 13                      |
| Provincia de La Rioja     | 90.900    | 51,29%     | Sí      | 14                      |
| Provincia de Neuquén      | no        | no         | Sí      | 2                       |
| TOTAL                     |           |            |         | 333                     |

### Representación en las Provincias
La Coalición Cívica ARI tiene, a septiembre del 2016, personería jurídica en 12 de las 24 provincias de la Argentina, constituyendo un partido federal. Asimismo, cuenta con representación legislativa en las Provincias de Buenos Aires, Córdoba, Santa Fe y en la Ciudad Autónoma de Buenos Aires.
| Provincia                 | Presidente                 | Vicepresidente            | Presidente de la Asamblea | Representantes legislativos                                                                                               | Año de reconocimiento |
| ------------------------- | -------------------------- | ------------------------- | ------------------------- | --- | --------------------- |
| Ciudad de Buenos Aires    | Paula Oliveto Lago         | Facundo Del Gaiso         | Federico Esswein          | Ver listaHernán Reyes María Cecilia Ferrero Lucía Romano Facundo Del Gaiso                                                | 2002                  |
| Provincia de Buenos Aires | José Andrés De Leo         | Marcela Campagnoli        | Santiago Espil            | Ver listaJosé Andrés De Leo (senador) Elisa Carca (senadora) Maricel Etchecoin Moro (diputada) Luciano Bugallo (diputado) | 2002                  |
| Provincia de Córdoba      | Gregorio Hernández Maqueda | Verónica Heredia Cuestas  | Juan José Teruel          | Cecilia Irazuzta | 2002                  |
| Provincia de Santa Fe     | Lucila Lehmann             | Mauricio Amer             | Gerardo Colotti           | Sebastián Julierc Pinasco                                                                                                 | 2002                  |
| Provincia de Corrientes   | Hugo Calvano               | Jorge Luis Zorzoli        | Fabián Nieves             | | 2003                  |
| Provincia de Catamarca    | Rubén Manzi                | Daniel Fernando Rodríguez |                           | | 2002                  |
| Provincia de Río Negro    | Javier Acevedo             | Antonela Salvarredi       | Daniela Agostino          | | 2002                  |
| Provincia de Mendoza      | Daniela Stella             | Marcos Quattrini          |                           | | 2002                  |
| Provincia de Santa Cruz   | Pedro Muñoz                | Susana Moreno             |                           | | 2007                  |
| Provincia de Chaco        | Alicia Terada              | Sara Mirez                |                           | | 2002                  |
| Provincia de La Rioja     | Graciela Dáscola           |                           |                           | | 2008                  |
| Provincia de Neuquén      | Valeria Todero             | Sergio Rubén Pérez        | Belén Agostino            | | 2002                  |

## Alianzas electorales
El partido Coalición Cívica ARI ha tenido una tendencia a la conformación de alianzas electorales con los partidos Unión Cívica Radical (2009, 2013, 2015) y con el Partido Socialista (2001, 2005, 2007, y 2013). En la actualidad mantiene una alianza de gobierno con el PRO y la UCR durante la Presidencia de Mauricio Macri. Dicha alianza llegó al poder con el nombre de Cambiemos en 2015 y, actualmente, se denomina Juntos por el Cambio.
| Año  | Votos Diputados | %     | Bancas Diputados | Bancas Senadores | Alianza electoral                                       | Presidencia                            | Partidos de alianza                                                                   |
| ---- | --------------- | ----- | ---------------- | ---------------- | ------------------------------------------------------- | -------------------------------------- | ------------------------------------------------------------------------------------- |
| 2001 | 1.288.403       | 9,02  | 8/127            | 0/24             | Argentinos por una República de Iguales                 | Fernando de la Rúa (UCR-Alianza)       | Partido Socialista                                                                    |
| 2003 | 1.532.737       | 9,74  | 11/130           | 0/24             | Sin alianza                                             | Eduardo Duhalde (PJ)                   |                                                                                       |
| 2005 | 1.380.330       | 8,00  | 9/127            | 0/24             | Sin alianza                                             | Néstor Kirchner (PJ-FPV)               |                                                                                       |
| 2007 | 3.406.840       | 16,47 | 23/130           | 4/24             | Confederación Coalición Cívica                          | Néstor Kirchner (PJ-FPV)               | Partido Socialista - Unión por la Libertad                                            |
| 2009 | 5.705.105       | 29,53 | 46/127           | 14/24            | Acuerdo Cívico y Social                                 | 'Cristina Kirchner (PJ-FPV)            | Unión Cívica Radical (UCR) – Partido Socialista – GEN – Unión por la Libertad – PAIS  |
| 2011 | 617.747         | 3,00  | 1/130            | 0/24             | Confederación Coalición Cívica                          | Cristina Kirchner (PJ-FPV)             | Unión por la Libertad                                                                 |
| 2013 | 5.510.949       | 24,37 | 35/127           | 3/24             | Frente Amplio UNEN – Frente Progresista Cívico y Social | Cristina Kirchner (PJ-FPV)             | Unión Cívica Radical (UCR) – Partido Socialista – Proyecto Sur – Libres del Sur - GEN |
| 2015 | 8.102.381       | 34,75 | 46/130           | 9/24             | Cambiemos                                               | Cristina Kirchner (PJ-FPV)             | PRO – Unión Cívica Radical (UCR)                                                      |
| 2017 | 10.263.329      | 42,04 | 61/127           | 12/24            | Cambiemos                                               | Mauricio Macri (PRO—Cambiemos)         | PRO – Unión Cívica Radical (UCR)                                                      |
| 2019 | 10.347.402      | 40,36 | 56/130           | 9/24             | Juntos por el Cambio                                    | Mauricio Macri (PRO—Cambiemos)         | PRO – Unión Cívica Radical (UCR)                                                      |
| 2021 | 9,832,813       | 42,26 | 61/127           | 14/24            | Juntos por el Cambio                                    | Alberto Fernández (PJ—Frente de Todos) | PRO – Unión Cívica Radical (UCR)                                                      |

### Formación de la alianza Coalición Cívica

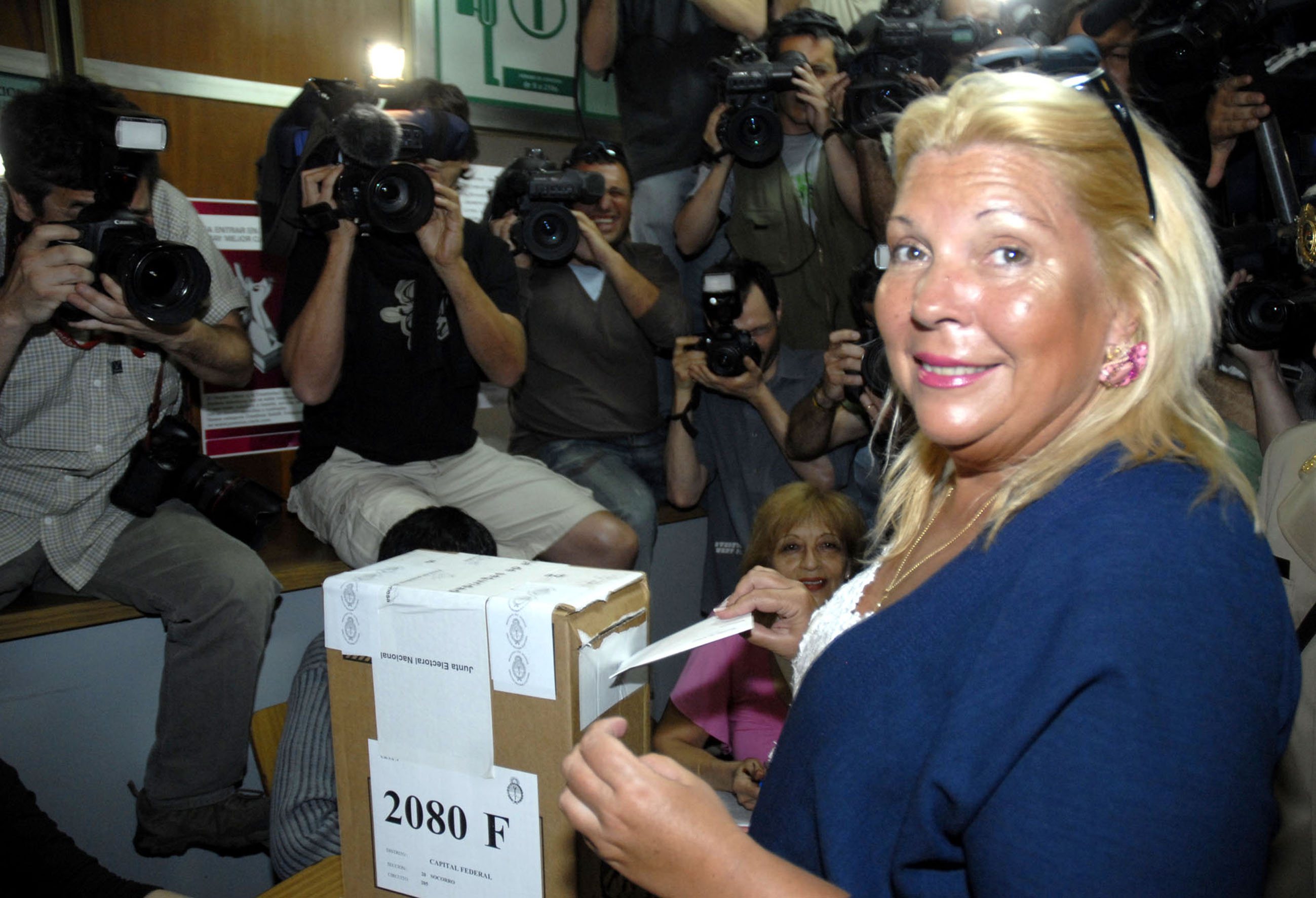
Lilita Carrió votando en las elecciones presidenciales del 2007.

En 2007, el ARI lanzó la candidatura presidencial de Elisa Carrió en el marco de la Coalición Cívica, logrando el segundo lugar con el 22,95 % de los votos. Frente a Cristina Fernández-Julio César Cobos de la Alianza Frente para la Victoria que obtuvo el 45,29 %.
La fórmula tuvo su mejor desempeño en la Ciudad de Buenos Aires, único distrito donde prevaleció sobre el Frente para la Victoria (37,77%). Sus otros buenos desempeños se dieron en las provincias de: Córdoba (19,05%), Provincia de Buenos Aires (26,05%) y Santa Fe (34,08%), llegando a ganar en algunas ciudades como La Plata, Rivadavia, Azul, Mar del Plata, Bahía Blanca, San Isidro, Vicente López, Santa Fe y Rosario.
En la provincia de Buenos Aires, la Coalición Cívica llevó la fórmula Margarita Stolbizer - Jaime Linares como candidata a gobernadora, quien resultó segunda con el 16,59 % de los votos perdiendo la gobernación frente el entonces vicepresidente Scioli. 
En la Ciudad Autónoma de Buenos Aires, la Coalición Cívica conformó un frente junto al Partido Socialista y Corriente porteña en apoyo a la candidatura de Jorge Telerman y Enrique Olivera. La fórmula quedó en tercer lugar con el 20,7 % de los votos no pudiendo entrar en la segunda vuelta electoral que disputaron Mauricio Macri y Daniel Filmus.
En la elección de 2007, la Coalición Cívica integró el Frente Progresista que consagró a Hermes Binner gobernador en la Provincia de Santa Fe con el 48,71 % de los votos. También logró su primera gobernación propia, en Tierra del Fuego con Fabiana Ríos que se impuso en la segunda vuelta.

### Formación del Acuerdo Cívico y Social
En las elecciones parlamentarias de 2009, el Acuerdo Cívico y Social quedó en el segundo lugar por detrás del Frente para la Victoria al tener en cuenta que en algunas provincias los partidos políticos que lo conformaron a nivel nacional no lo hicieron a nivel local como es el caso de la Provincia de Córdoba.
En la Provincia de Buenos Aires el ACyS obtuvo más del 21% de los votos quedando en tercer lugar; la nómina estaba encabezada por Margarita Stolbizer y Ricardo Alfonsín.
En la Ciudad de Buenos Aires, el ACyS obtuvo el 20% de los votos quedando en tercer lugar detrás del PRO y de Proyecto Sur, la nómina estaba encabezada por Alfonso Prat Gay, Ricardo Gil Lavedra y Elisa Carrió resultando electos diputados los tres candidatos.
En la provincia de Córdoba el Acuerdo fue separado, la UCR quedó en primer lugar con el 29% de los votos, y la Coalición Cívica en segundo junto al partido de Luis Juez (Frente Cívico) con el 27%.
En la provincia de Santa Fe el acuerdo mantuvo el nombre del frente de gobierno, el Frente Progresista, Cívico y Social obtuvo el 39% de los votos.
Los integrantes del Acuerdo Cívico y Social sumaron en total 16 nuevas bancas de diputados nacionales, y 7 de senadores nacionales, sumando en total 77 y 23 respectivamente. El frente también ganó en las provincias de Entre Ríos, Corrientes, Catamarca, Santa Cruz, Mendoza y Río Negro.

### Formación del Frente Amplio UNEN

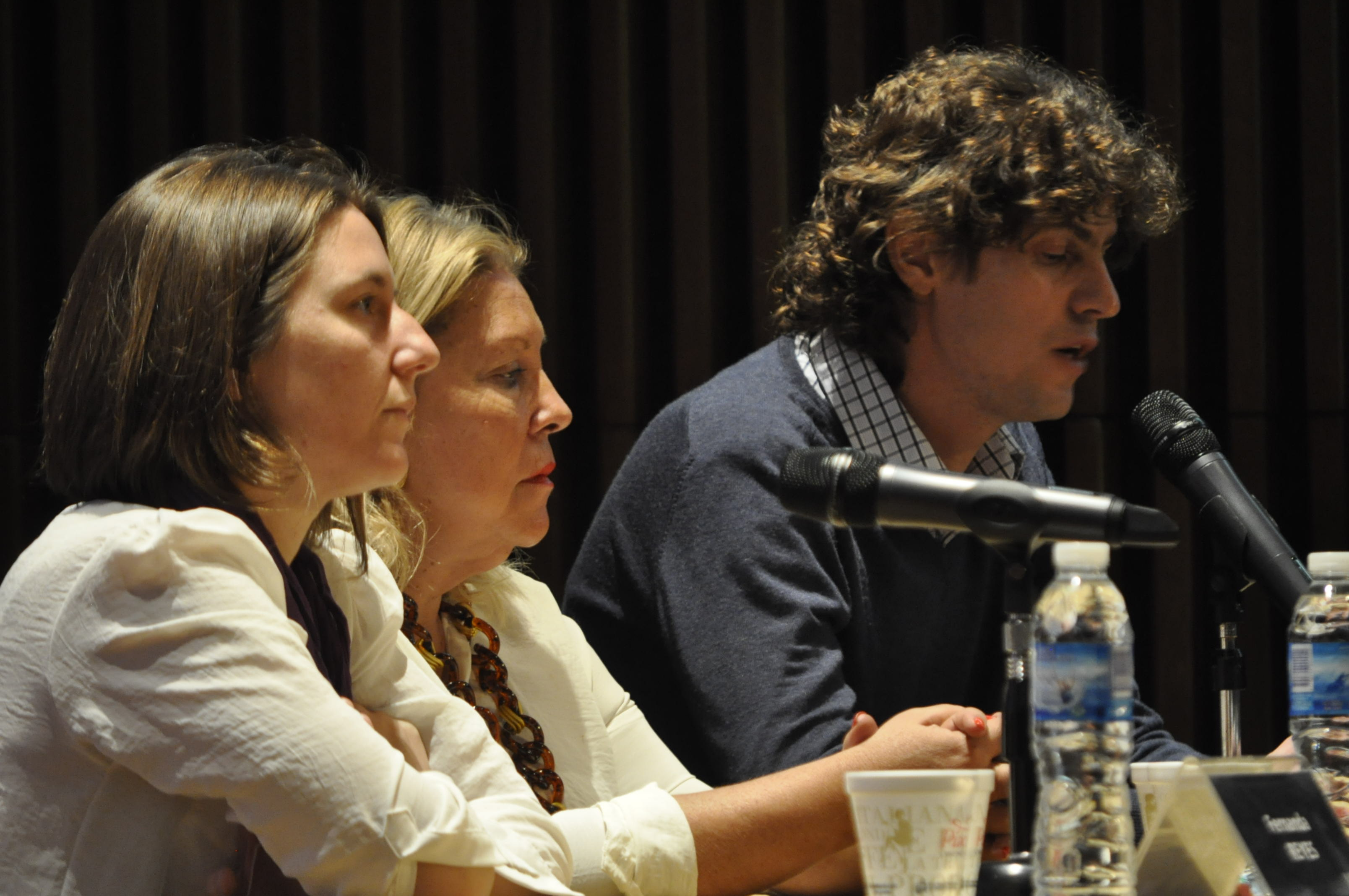
Conferencia de prensa de los candidatos de UNEN en 2013 Fernanda Reyes, Elisa Carrió y Martín Lousteau.

El partido integró alianzas electorales con la Unión Cívica Radical, el Partido Socialista, Libres del Sur, y Proyecto Sur en los principales distritos en las elecciones parlamentarias del 2013.
En la Ciudad Autónoma de Buenos Aires  se conformó el frente electoral UNEN. Tras las primarias el frente quedaría encabezado con las candidaturas de Fernando Solanas y Fernanda Reyes como candidatos a senadores nacionales y por Elisa Carrió y Martín Lousteau como candidatos a diputados nacionales. El frente concluyó segundo detrás del PRO con el 32,21% de los votos.
En la provincia de Buenos Aires el partido integró el Frente Progresista que llevaron como candidatos a diputados nacionales a Margarita Stolbizer y Ricardo Alfonsín, y al presidente del partido de la Provincia de Buenos Aires, Walter Martello. El Frente concluyó tercero por detrás del Frente Renovador y el Frente para la Victoria, con el 11,71% de los votos.
En la provincia de Santa Fe, el partido fue a las elecciones parlamentarias del 2013 en el marco del Frente Progresista Cívico y Social siendo el entonces presidente del partido Pablo Javkin electo diputado nacional en la lista encabezada por el exgobernador Hermes Binner. El Frente Progresista concluyó primero por delante del PRO y del Frente para la Victoria, con el 42,31% de los votos.
En la provincia de Río Negro Magdalena Odarda fue candidata a senadora nacional por la alianza Frente Progresista que obtuvo el segundo lugar en las elecciones a senadores nacionales resultando Odarda electa con el 26,28% de los votos.
En los resultados generales, los partidos que integraron el frente en las diferentes provincias obtuvo 36 nuevas bancas de diputados conformando un bloque de 61 diputados nacionales, y un total de 3 bancas de senadores nacionales sumando 19. El Frente se impuso en las provincias de Santa Cruz, Mendoza, Catamarca, Jujuy, Santa Fe y Corrientes.
Durante el 2014, a nivel nacional se iniciaron conversaciones con el Frente Amplio Progresista, la Unión Cívica Radical y en la Ciudad de Buenos Aires con el Movimiento Proyecto Sur y el Partido Socialista Auténtico, para la conformación del Frente Amplio UNEN.
Pocos meses más tarde, el Frente terminaría dividiéndose en dos (Cambiemos y el Frente Progresista) por discrepancias en la incorporación del PRO al armado electoral.

### Formación de la alianza Cambiemos / Juntos por el Cambio
En noviembre del 2014, la entonces diputada Elisa Carrió anunció que abandonaba su precandidatura a la presidencia por el Frente Amplio UNEN si este Frente no integraba al armado electoral al PRO y así evitar dividir el voto opositor. Sin embargo, el partido seguía integrando la alianza hasta tanto se realizara el Congreso Nacional partidario que aprobara la política de alianzas para las presidenciales del año siguiente.
Unos meses más tarde, en febrero de 2015 Carrió se mostró con Macri anunciando que ambos estaban dispuestos a competir en las elecciones primarias presidenciales de ese mismo año. A la decisión de ambos dirigentes se sumó la Convención Nacional de la Unión Cívica Radical en la que el presidente de la UCR, Ernesto Sanz logró aprobar la alianza electoral con la CCARI y el PRO. De este modo se conformó la alianza Cambiemos que tendría un exitoso debut electoral logrando la presidencia de Mauricio Macri en la segunda vuelta presidencial de ese mismo año.
En las elecciones primarias del 2015, el partido fue a internas con la fórmula Carrió-Héctor Flores quienes sacaron un 7,57 % de la elección interna por detrás de las candidaturas de Macri y del senador Sanz. En las elecciones presidenciales, la fórmula de Cambiemos quedó en segundo lugar con el 34.15% de los votos ante la fórmula del exvicepresidente Daniel Scioli que alcanzó el 37.08%. Sin embargo, no habiendo alcanzado la cantidad de votos necesarios se disputó la segunda vuelta electoral en la que, por escaso margen, Cambiemos se impuso con el 51,34%.
| Candidato                        | Partido/Alianza         | Votos      | %      |
| -------------------------------- | ----------------------- | ---------- | ------ |
| Mauricio Macri Gabriela Michetti | Cambiemos               | 12.997.937 | 51,34% |
| Daniel Scioli Carlos Zannini     | Frente para la Victoria | 12.317.330 | 48,66% |

La alianza Cambiemos también logró imponerse en las provincias de Buenos Aires con María Eugenia Vidal, Mendoza con Alfredo Cornejo y Jujuy con Gerardo Morales.

## Candidatos a presidente y vicepresidente de la Nación
Desde el año 2003 el partido Coalición Cívica ARI se presentó en todas las elecciones presidenciales.
|  | 14.05 % |

|  | 23.05 % |

|  | 1.82 % |

|  | 34.15 % |

|  | 51.34 % |

|  | 40.24 % |

|  | 23.81 % |

#### Elecciones primarias
|  | 2.28 % |

|  | 5.57 % |

|  | 11.19 % |

|  | 39.97 % |

## Histórico institucional
El partido Coalición Cívica ARI fue uno de los primeros partidos políticos en ser fundado por una mujer como líder y en ser presidido por una mujer, sin ser un partido feminista. Los antecedentes históricos fueron la creación del Partido Feminista Nacional fundado por Julieta Lanteri y el Partido Peronista Femenino fundado por Eva Perón. La primera secretaria general del partido fue Elsa Quiroz que fuera referente del FREPASO y Elisa Carrió fue su fundadora junto con otros referentes políticos.
Asimismo, tras la candidatura de Patricia Walsh en 1999 por la alianza de Izquierda Unida, la Coalición Cívica ARI fue el segundo partido en presentar una alianza con una candidatura presidencial de una mujer, en este caso de Elisa Carrió en 2003.
Todos los presidentes de los bloques de diputados nacionales y senadores nacionales del partido Coalición Cívica ARI y los presidentes partidarios.
| Año  | Secretario general    | Portavoz en Diputados | Portavoz en Senadores    |
| ---- | --------------------- | --------------------- | ------------------------ |
| 2002 | Elsa Quiroz           | Eduardo Macaluse      | Vacante                  |
| 2003 | Elsa Quiroz           | Eduardo Macaluse      | Vacante                  |
| 2004 | Elsa Quiroz           | Eduardo Macaluse      | Vacante                  |
| 2005 | Elsa Quiroz           | Eduardo Macaluse      | Vacante                  |
| 2006 | Elsa Quiroz           | Eduardo Macaluse      | Vacante                  |
| 2007 | Carlos López Iglesias | Eduardo Macaluse      | Vacante                  |
| 2008 | Carlos López Iglesias | Adrián Pérez          | María Eugenia Estenssoro |
| 2009 | Carlos López Iglesias | Adrián Pérez          | María Eugenia Estenssoro |
| 2010 | Carlos López Iglesias | Elisa Carrió          | María Eugenia Estenssoro |
| 2011 | Adrián Pérez          | Elisa Carrió          | María Eugenia Estenssoro |
| 2012 | Pablo Javkin          | Alfonso Prat Gay      | María Eugenia Estenssoro |
| 2013 | Pablo Javkin          | Alfonso Prat Gay      | María Eugenia Estenssoro |
| 2014 | Pablo Javkin          | Elisa Carrió          | Magdalena Odarda         |
| 2015 | Pablo Javkin          | Elisa Carrió          | Magdalena Odarda         |
| 2016 | Maricel Etchecoin     | Elisa Carrió          | Magdalena Odarda         |
| 2017 | Maricel Etchecoin     | Elisa Carrió          | Magdalena Odarda         |
| 2018 | Maricel Etchecoin     | Elisa Carrió          | Vacante                  |
| 2019 | Maximiliano Ferraro   | Elisa Carrió          | Vacante                  |
| 2020 | Maximiliano Ferraro   | Maximiliano Ferraro   | Vacante                  |
| 2021 | Maximiliano Ferraro   | Juan Manuel López     | Vacante                  |

## Número de afiliados

### Afirmación para una República Igualitaria
| Data      | Afiliados | Crecimento anual | Crecimento anual |
| --------- | --------- | ---------------- | ---------------- |
| dic./2002 | 237       | —                | —                |
| dic./2003 | 35599     | 35362            | Crecimiento      |
| dic./2004 | 42857     | 7258             | Crecimiento      |
| dic./2005 | 44747     | 1890             | Crecimiento      |
| dic./2006 | 49050     | 4303             | Crecimiento      |
| dic./2007 | 48063     | 987              | Decrecimiento    |
| dic./2008 | 48875     | 812              | Crecimiento      |
| dic./2009 | 53502     | 4627             | Crecimiento      |

### Coalición Cívica - Afirmación para una República Igualitaria
| Data      | Afiliados | Crecimento anual | Crecimento anual |
| --------- | --------- | ---------------- | ---------------- |
| dic./2010 | 55370     | —                | —                |
| dic./2011 | 57642     | 2272             | Crecimiento      |
| dic./2012 | 55125     | 2517             | Decrecimiento    |
| dic./2013 | 54111     | 1014             | Decrecimiento    |
| dic./2014 | 50567     | 3544             | Decrecimiento    |
| dic./2015 | 50206     | 361              | Decrecimiento    |
| dic./2016 | 51614     | 1408             | Crecimiento      |
| dic./2017 | 51646     | 32               | Crecimiento      |
| dic./2018 | 51986     | 340              | Crecimiento      |
| dic./2019 | 51380     | 606              | Decrecimiento    |
| dic./2020 | 50719     | 661              | Decrecimiento    |
| dic./2021 | 50608     | 111              | Decrecimiento    |